# 内山峠 (富山県・石川県)
内山峠（うちやまとうげ）は、国道359号上の、富山県小矢部市内山と石川県金沢市中尾町の境に位置する峠である。標高は230m。

## 概要
同峠を越える内山越は江戸時代の脇往還であり、加賀国河北郡吉原（現在の金沢市森本）辺りから東へ進み、鳴瀬で左へ山道をたどる。今泉から中尾町を経て越中に入り、松根城址のある山麓を通過したといわれている。
峠の頂上には、スノーシェルターが設置されている。